# Piotr Schmidtke
Piotr Schmidtke (Szmitke) est un artiste interdisciplinaire et un théoricien de l’art. Artiste visuel, scénographe, compositeur, dramaturge et réalisateur, il est le théoricien du métavérisme. Le premier manifeste métavériste est publié en 1998 à Paris où il a vécu dix ans. Dans le manifeste, c’est l’histoire elle-même qui est considérée comme matériau artistique tandis que l’artiste devient le conservateur qui établit ses règles. 
Le métavérisme constitue une exemplification heuristique de la contradiction entre l’obligation de recourir au langage plastique homogène et le principe de liberté dans l’art. Il consiste à multiplier des artistes virtuels qui ont leurs propres biographies et se différencient manifestement l’un de l’autre par leurs langages artistiques enracinés dans des contextes culturels ou sociaux particuliers. Le rôle principal est attribué à la perspective optimentale selon laquelle la connaissance du sujet naît dans l’acte de sa perception. S’inspirant de la mécanique quantique, la perspective optimentale suppose que la représentation du sujet n’est pas possible sans l’image de son interprète. En tant que le nouveau courant critique et socialement engagé, le métavérisme nous avertit de l’invasion des valeurs virtuelles et nous dévoile le monde des simulacres. Il démystifie les faits, les images et les personnages de référence fictifs et artificiels qui s’emparent des esprits humains afin d’en chasser la volonté active de participer à la création de la réalité. 
En 1990, Szmitke rentre en Pologne. En 2005, l’Opéra de Silésie joue sa pièce d’opéra « Muzeum histeryczne Mme Eurozy » (Le Musée histérique de Madame Eurose). Quatre ans plus tard a lieu la première de son film « Zbrodnia Ikara » (Le crime d’Icare). La même année, son nom figure sur la liste des dix artistes européens les plus polyvalents.
Piotr Szmitke est né à Katowice en Silésie. Il a commencé son éducation artistique sous la direction de Henryk Waniek. Il est diplômé d’Académie des Beaux-Arts de Cracovie où il a étudié la peinture dans l’atelier du professeur Jerzy Nowosielski

## Événements marquants
- 1973 : étudiant du Lycée d’arts plastiques à Katowice. Avec ses collègues Jerzy Kosałka, Roman Maciuszkiewicz et Tadeusz Ginko, il fonde le groupe MESA. Les jeunes artistes exposent à Katowice et Będzin. Deux fois, il édite à une vingtaine d’exemplaires de la brochure artistique META, confisquée ensuite par le directeur de l’école.
- 1975 : il commence ses études à la Faculté de peinture de l’Académie des Beaux-Arts de Cracovie, participe aux ateliers des professeurs Włodzimierz Sawulak, Jerzy Nowosielski et Andrzej Strumiłło
- 1979 : il est embauché en qualité d’enseignant de peinture et de dessin au Lycée d’arts plastiques à Katowice. Parmi ses élèves, on retrouve entre autres Zbigniew Blukacz, Krzysztof Kula et Ireneusz Walczak.
- 1980 : il soutient son diplôme d’Académie des Beaux-Arts sous la direction du professeur Andrzej Strumiłło.
- 1980 : ZPAP Katowice (Union des artistes plasticiens polonais) lui décerne un prix au concours « Postawy Twórcze » (Attitudes artistiques)
- 1981 : il part pour la France la veille de l’instauration de la loi martiale en Pologne
- 1982 : la première exposition à la Galerie du Sagittaire à Strasbourg
- 1982 : il s’inscrit aux cours de composition de Jean-Claude Ferry, il étudie la mise en scène
- 1983 : il expose sa pièce de théâtre « Świnia » (Cochon) au Palais des Fêtes à Strasbourg (le théâtre « L’Expériment »)
- 1984 : il collabore avec le groupe artistique Le’O. Il fait deux spectacles de musique « Cerebralis per due celebri » et « Audiomaterie » (Matières audio) qu’il présente au Festival de musique contemporain à Wissembourg
- 1984 : deux expositions individuelles à la Galerie Huguette Bulthel à Strasbourg
- 1984 : auteur de la scénographie et de la conception scénique de « Treemonisha » de Scott Joplin, exécuté à l’Opéra-Piano à Strasbourg
- 1985 : exposition des jeunes artistes de Strasbourg au Palais de Congrès où il présente sa peinture illusionniste
- 1985 : exposition à la galerie du Crédit Mutuel à Strasbourg
- 1985 : il déménage à Nancy, puis à Paris
- 1987 : il travaille au Musée du Surréalisme au Château de Vaux-le-Pénil. Il est coorganisateur de la performance « L’enterrement de Salvador Dali ». Avec sa première femme Sabine Bouckaert, artiste visuelle, il fait un court-métrage « Niech zginą anioły » (Que meurent les anges) dans le format betamax (non conservé)
- 1987 : on lui propose de donner des cours de dessin à l’Ecole Supérieure des Arts Décoratifs à Strasbourg. Il y renonce après six mois et choisit le poste de directeur artistique du Musée du Surréalisme à Melun Vaux-le-Pénil de Pierre Argilet.
- 1988 : le 14 juillet à Paris, il organise Le 1er Colloque international métavériste où il présente pour la première fois le premier manifeste métavériste.
- 1988 : exposition individuelle des dessins et des aquarelles à la Galerie Jacques Casanova au Palais Royal à Paris. Il travaille comme scénographe, il met en scène Les fourberies de Scapin de Molière pour la télévision éducative. Il collabore avec Michel Galabru, Jacqueline Duc et Marc Floriot et Claire Viret de la radio France-Culture. Il écrit des scénarios, notamment « Raj w ogniu » (Paradis dans les flammes) et « Pola » en collaboration avec Talia Kahn.
- 1989 : exposition individuelle à la Galerie Akka-Valmay rue de Seine à Paris
- 1989 : le retour en Pologne. Le musée de Siemianowice lui organise une exposition parathéâtrale vidéo « W poszukiwaniu złotego rogu » (A la recherche du cor d’or)

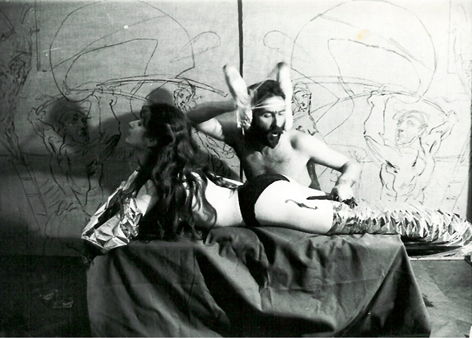
Musique sur une femme et un âne - performance musical

- 1989 : Le Théâtre de l’Imagination de la Radio polonaise Katowice joue son pseudo-drame « Świnia » (Cochon) mis en scène par Beata Kasztelaniec
- 1989 : il écrit les spectacles « Magadariva » et « Beczka zawistnego losu » (Tonneau d’un sort envieux)
- 1990 : lors du Festival de la musique moderne « Rainbow Music », il présente une nouvelle version de « Muzyka na Kobietę i Osła » (Musique sur une femme et un âne » et les « Audiomaterie » (Matières audio).
- 1991 : Ses deux spectacles, notamment « 20cm nad polem Zyndrama z Murcek » (20 centimètres au-dessus du champ de Zyndram de Murcki) et « Klein’s Blaue Nachtmusik », sont joués au Festival « Théâtre, Vision, Plastique » à Katowice
- 1992 : Ses travaux font partie de l’Exposition de l’art moderne « Oko na widelcu » (L’œil à la fourchette)
- 1992 : il cofonde « Le Studio des formes télévisuelles » et réalise de nombreux projets pour la Télévision Katowice
- 1992 : exposition individuelle « Alegorie i apoteozy » (Allégories et apothéoses) à la Galerie d’art moderne BWA Katowice (conservateur de l’exposition : Jarosław Świerszcz)
- 1993 : Le Théâtre de Silésie joue son pseudo-drame « Impas cnoty » (L’impasse de chasteté). Szmitke est réalisateur, scénographe et acteur principal.
- 1993 : La Société des amis des beaux-arts lui organise une exposition au Palais de l’art à Cracovie
- 1994 : Malina Malinowska-Wollen réalise deux documents consacrés à Szmitke pour la Télévision Cracovie
- 1994 : Exposition au Musée de Silésie et la publication de « l’Antilogie du Métavérisme »
- 1995 : Ses travaux font partie des expositions « Pustynna burza » (Tempête du désert) et « Surréalistes polonais » à Częstochowa
- 1995 : il fonde Le Parti métavériste pour l’art et la pensée créative

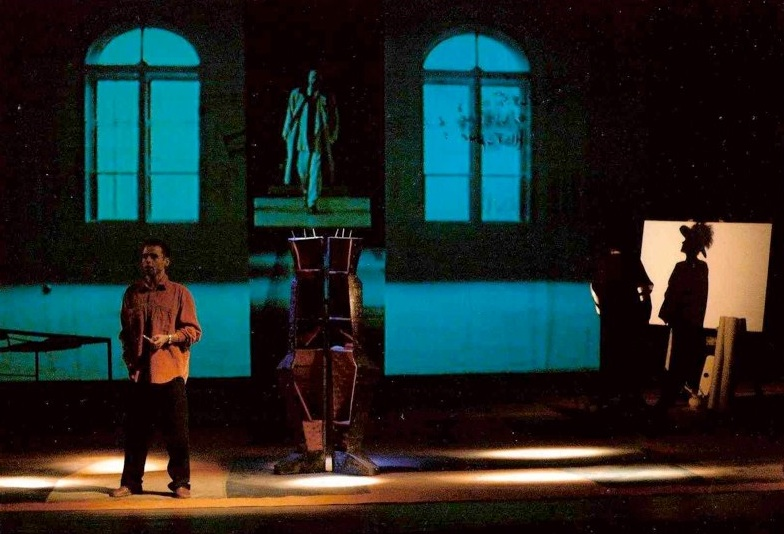
Musée histérique de Madame Eurose. Opéra de Silésie 2005

- 1996 : exposition à la Galerie Hasior à Zakopane, la première de « Danslamerdenotreculture » dans le cadre des Journées de la musique de Karol Szymanowski
- 1997 : il remporte le premier prix du concours « La meilleure décoration d’intérieur » pour son projet du café « Szuflada » à Cracovie
- 1997 : projet de la scénographie de La Comédie dans le noir de Peter Shaffer, mise en scène par Henryk Baranowski
- 1998 : boursier du Ministère de la Culture et de l’Héritage National
- 2000 : projet de la scénographie de l’opéra Echnaton de Philip Glass, Le Grand Théâtre de Łódź, mis en scène par Henryk Baranowski
- 2001 : Mono-drame musical « Acte de la Reine Ennui », interprété par Izabella Tarasiuk (à l’occasion d’une exposition à la Galerie Radio Katowice)
- 2003-2005 : collaboration avec Henryk Baranowski. Projets de scénographie de Piękna Helena (La Belle Hélène) au Grand Théâtre de Łódź, Święta wiedźma (La Sainte sorcière), Noc jest matką dnia (La nuit est la mère du jour) à la Télévision polonaise et Mein Kampf au Théâtre de Silésie
- 2005 : il travaille sur son opéra Muzeum Histeryczne Mme Eurozy (Musée histérique de Madame Eurose). Le projet est financé par le Ministère de la Culture. La première a lieu le 10 décembre 2005 à l’Opéra de Silésie. La mise en scène d’Ingmar Villqist, le livret, la conception plastique et la version filmique de Piotr Szmitke
- 2005 : Nomination pour le prix « Śląska cegła » (Brique de Silésie)
- 2004-2007 : il travaille sur le rideau multimédia au Théâtre de Silésie. Le dévoilement a lieu le 18 novembre 2007
- 2006 : il élabore le projet de la scénographie pour Le Barbier de Séville au Grand Théâtre de Łódź. Basée sur un dessin animé exécuté depuis la scène, la scénographie devient une projection-vidéo

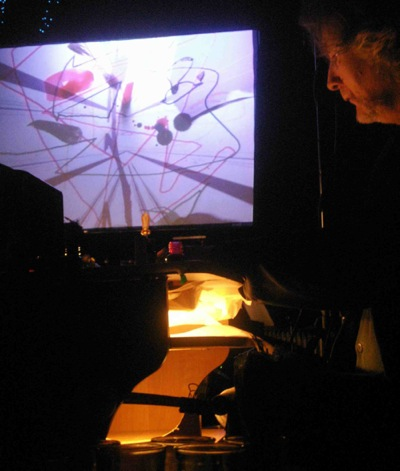
La Partition apostériorique, performance 2009

- 2007 : projet de la scénographie de La Tosca et de La Traviata lors du Festival d’opéra à Portimao au Portugal
- 2007 : réalisation du film Morfing financé par le Ministère de la Culture et de l’Héritage National
- 2007 : il collabore avec le théâtre MIT. La performance « L’observation des gens en liberté » dans le Zoo de Silésie
- 2007-2009 : il écrit son livre Za szybami Atlantydy (Derrière les vitres de l’Atlantide)
- 2008 : Sa pièce de théâtre « Ruban de Möbius » est rachetée par Le Théâtre de loisir de Chorzów
- 2008 : il écrit le scénario de son film Agencja nieśmiertnelności (Agence de l’immortalité)
- 2009 : il réalise le film Zbrodnia Ikara (Le Crime d’Icare)
- 2009 : il présente sa performance vidéo La Partition apostériorique qui accompagne l’exécution de la pièce Somnium de Mieczysław Litwiński lors du Festival de musique contemporaine « L’automne de Varsovie 2009 »
- 2009 : la performance vidéo Wizja lokalna (Sur le lieu du crime) à la Galerie Entropia à Wrocław
- 2009 : enseignant à la Faculté d’histoire de l’art de l’Université de Silésie
- 2010 : Le Musée de l’histoire de Katowice présente « Rysunki małe » (Les petits dessins) lors de la Nuit des musées
- 2010 : prix du Président de la ville de Katowice
- 2010 : Le Musée de Katowice lui propose d’organiser une exposition rétrospective
- 2010 : Projet d’exposition Métavérisme : les catégories de la non-existence dans l’art au Centre de l’art – Château Sielecki à Sosnowiec (conservatrice de l’exposition : Adriana Zimnowoda)
- 2011 : Exposition rétrospective au Musée de l’histoire de Katowice
- 2011: V. Löffler Musée, Kosice
- 2011 : Galerie Zero, Berlin
- 2011: Kuehlnaus, Berlin

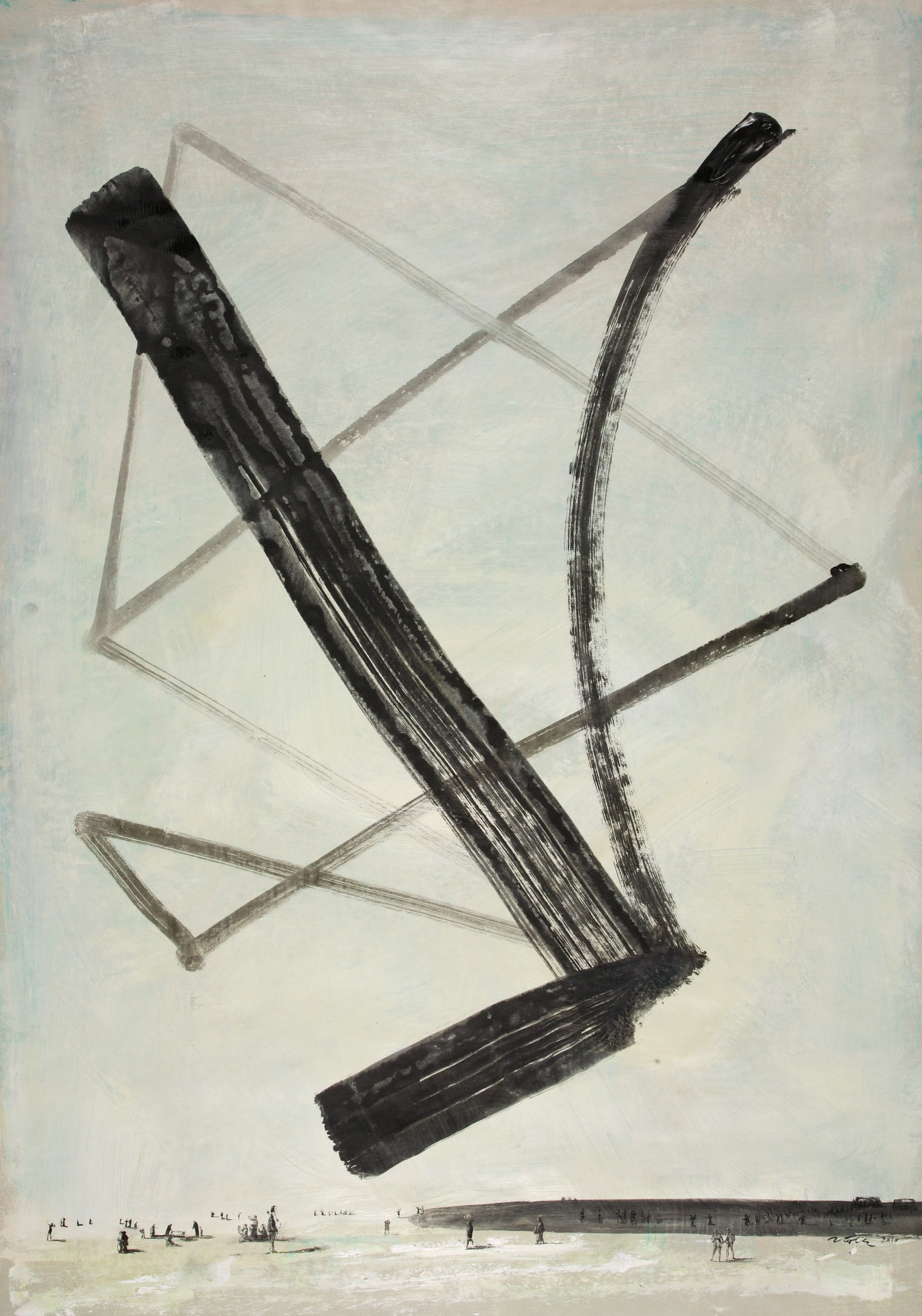
Transmission 1, 2010, 100x70cm
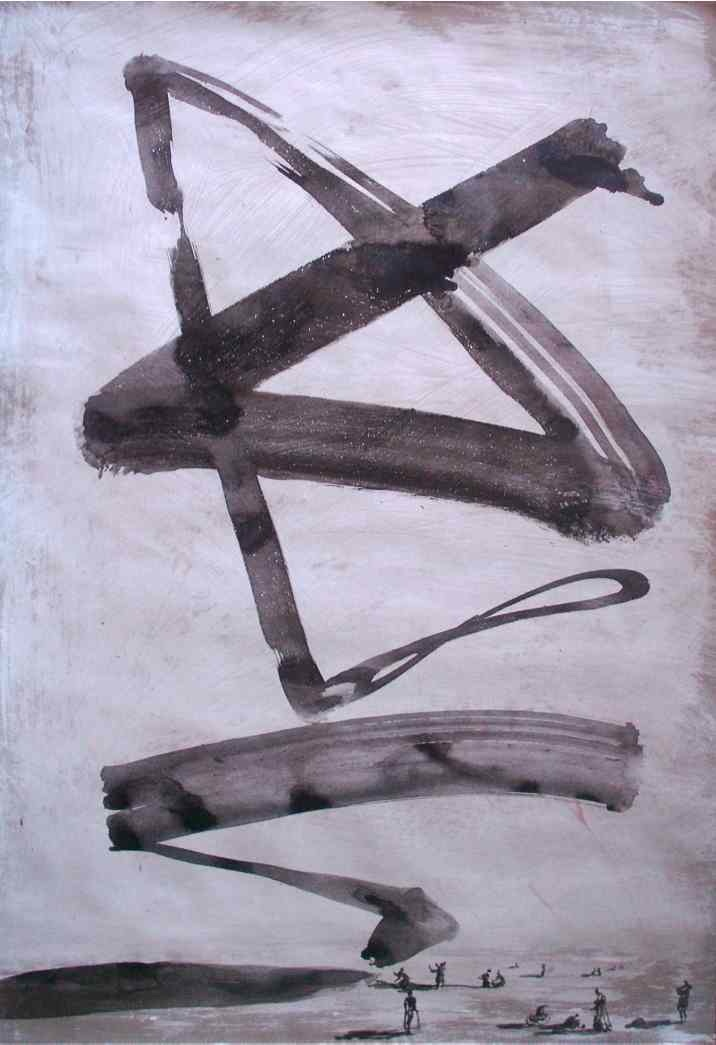
Transmission 2, 2010, 100x70cm
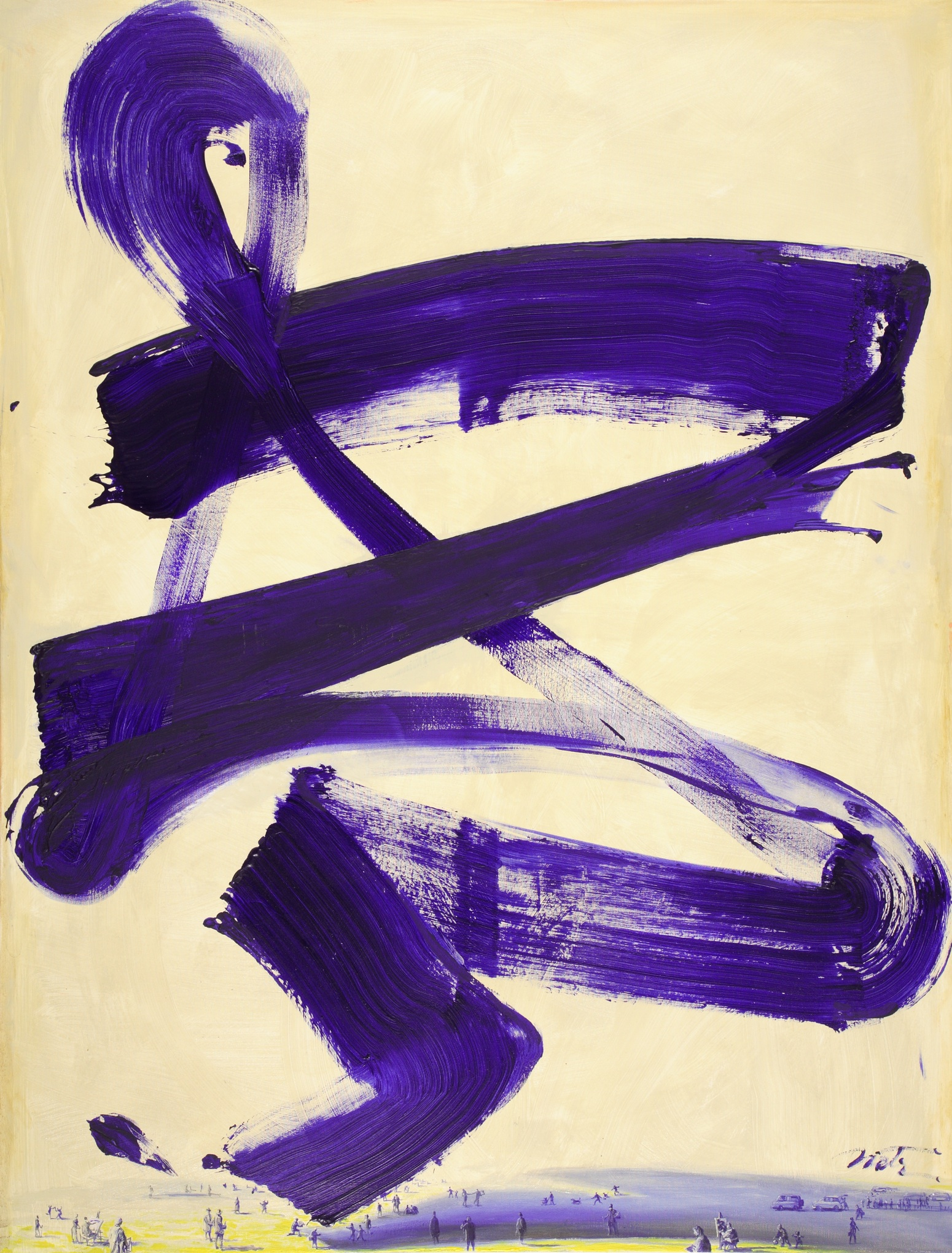
Blue transmission, 2010, 170x130cm
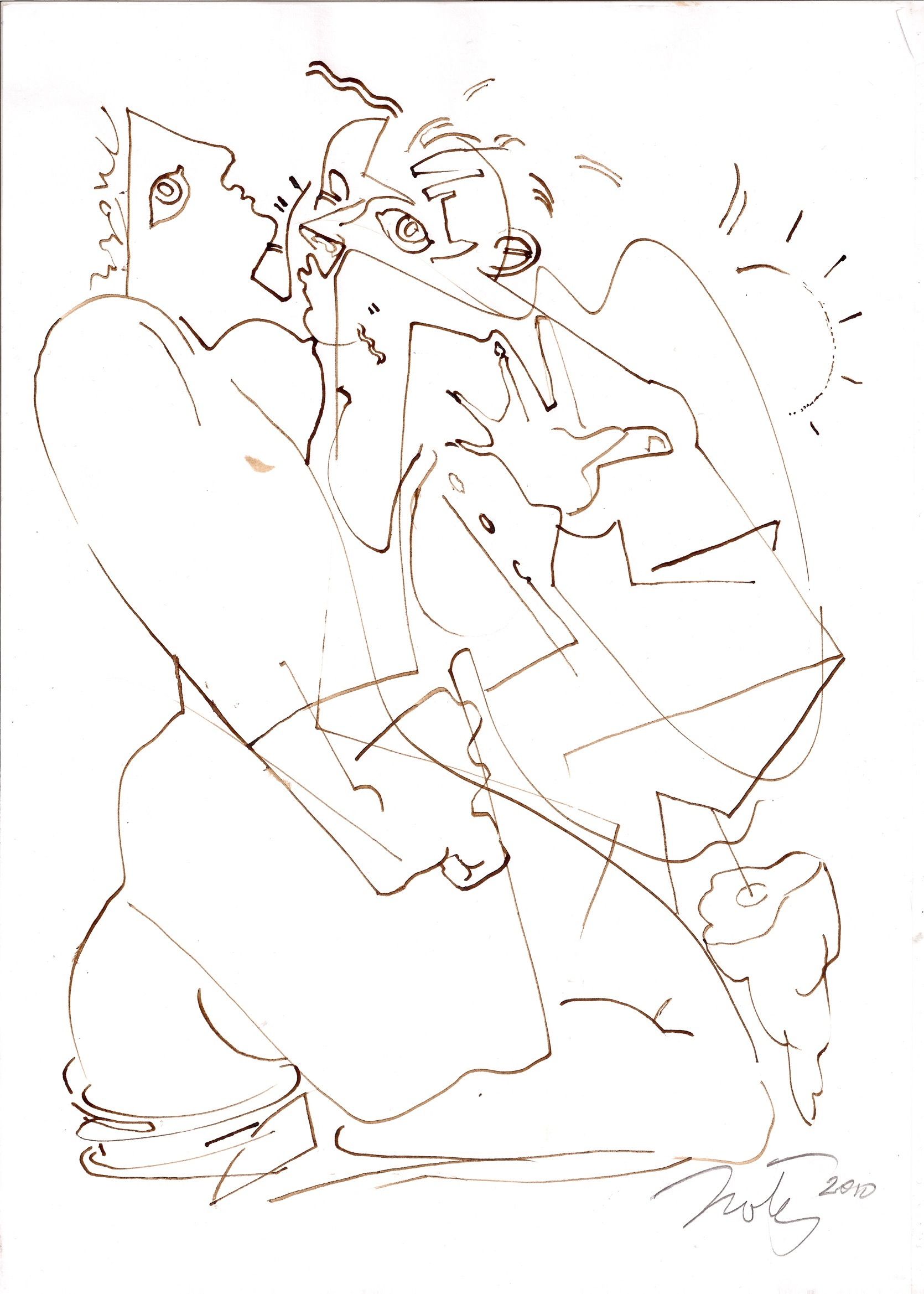
Courtship, 2010, 30x21cm
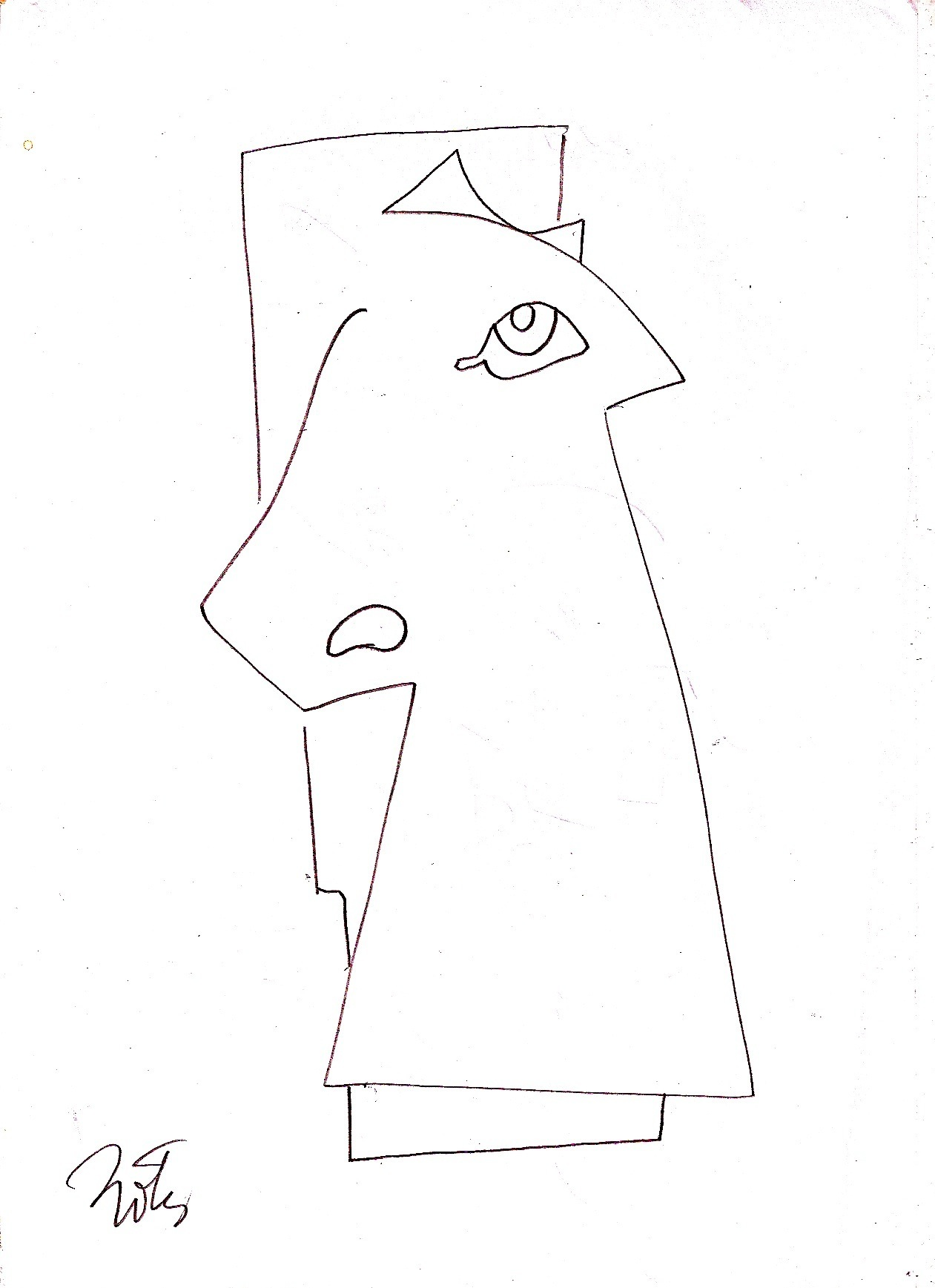
The cycle Lookers, 2010, 30x21cm
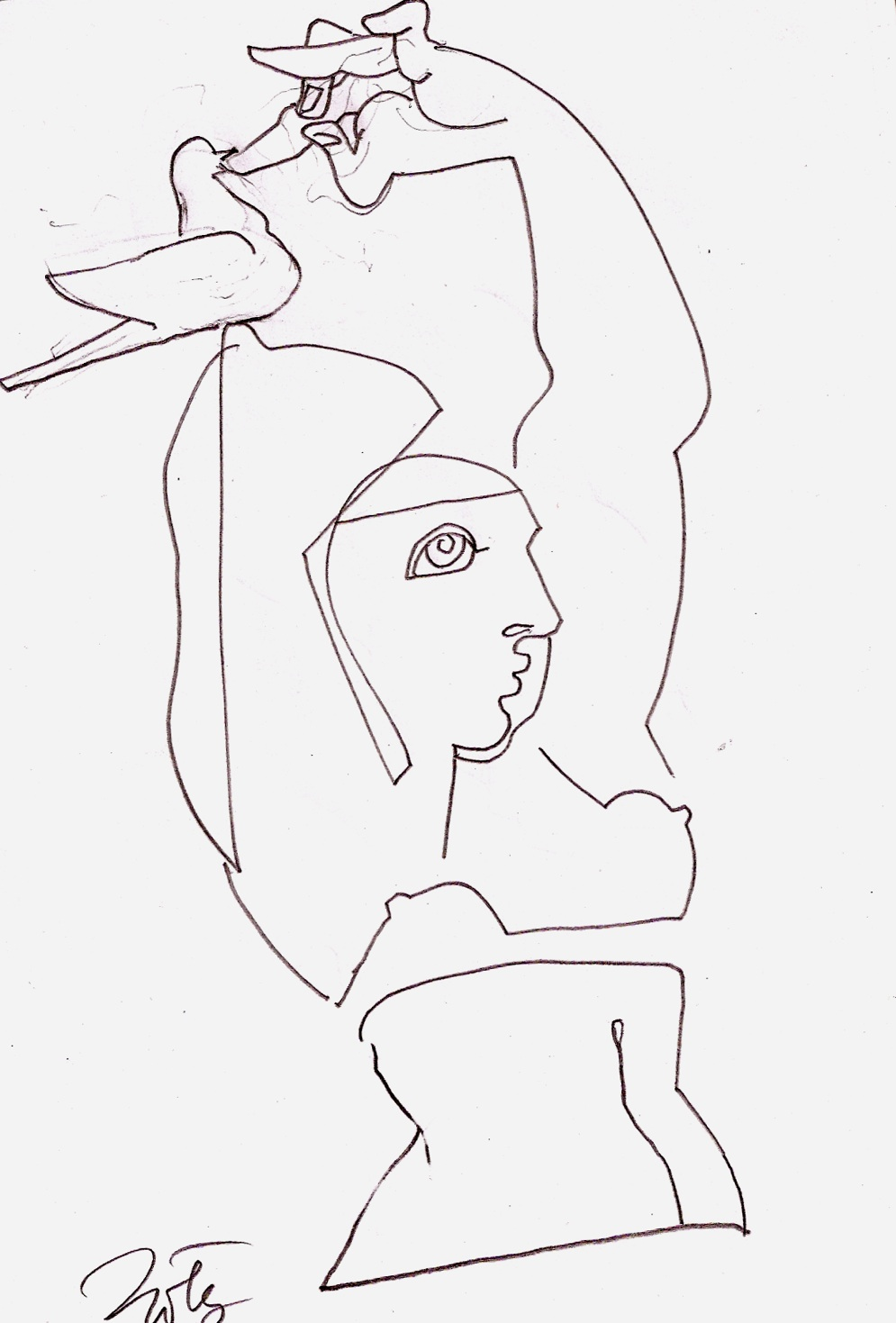
La figure d'un oiseau, 2010, 30x21cm
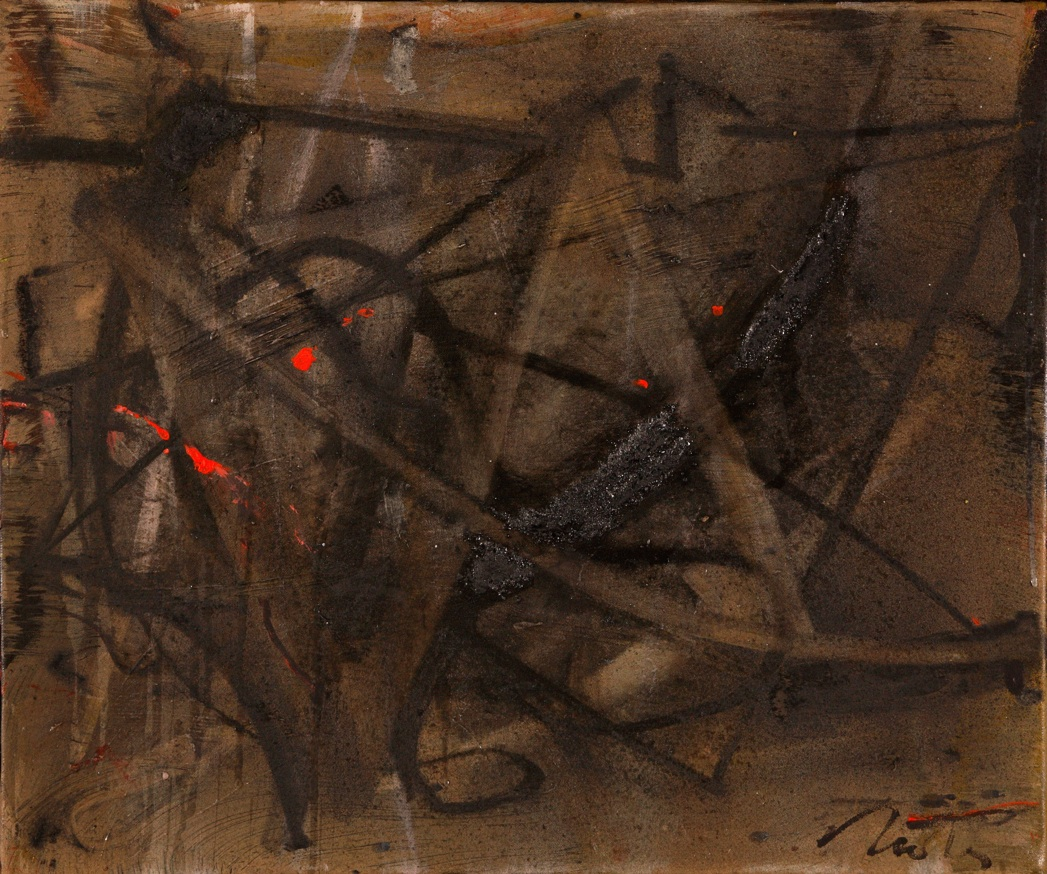
Powdered Painting, 2011, 170x120cm
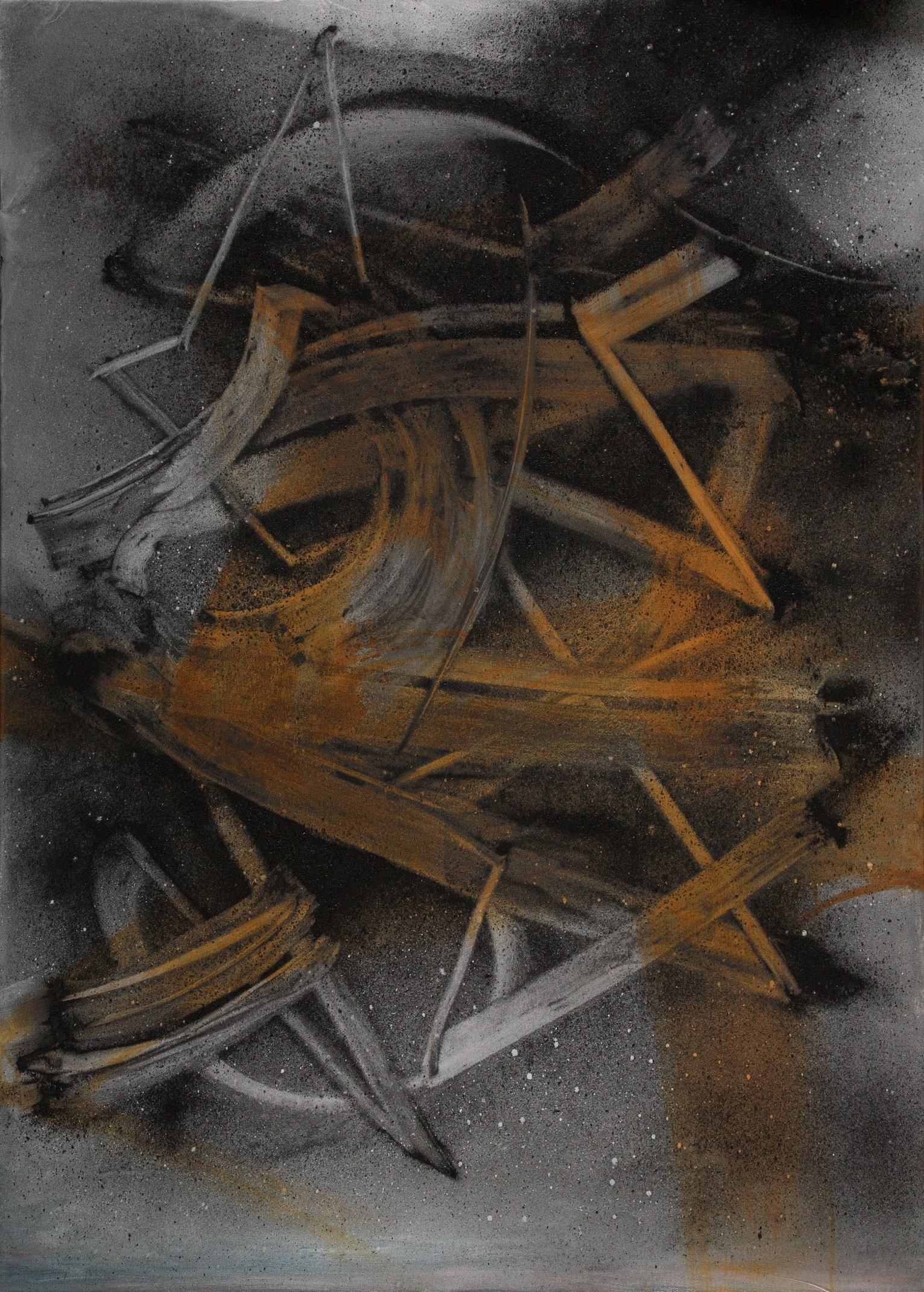
Powdered Painting, 2011, 50x60cm
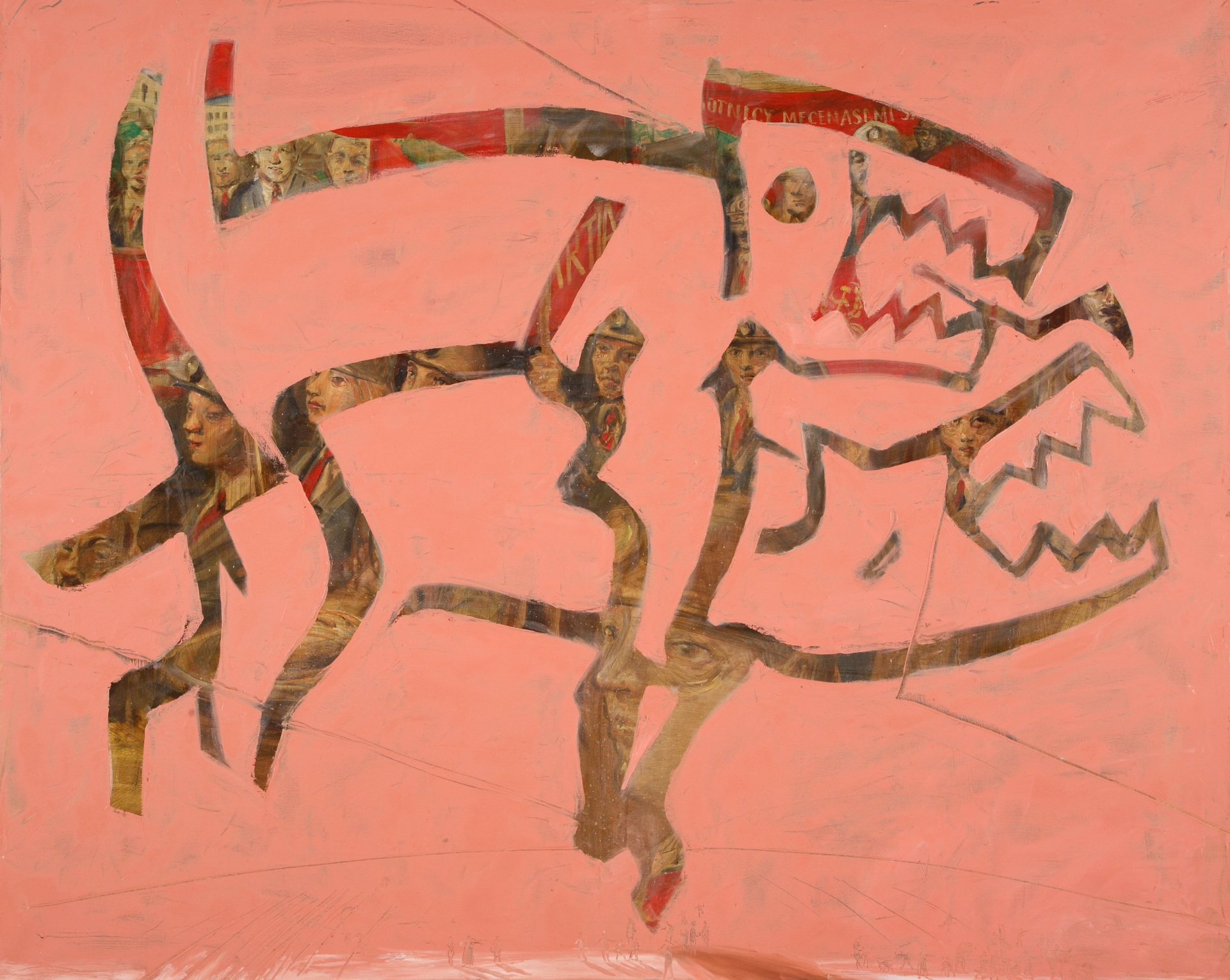
Retrospective, 2010, 130x162cm